# Musée national de l'histoire de Taïwan
Ne doit pas être confondu avec Musée national d'histoire (Taïwan).
Le musée national de l'histoire de Taïwan (chinois : 國立臺灣歷史博物館 ; pinyin : Guólì Táiwān Lìshǐ Bówùguǎn) est un musée taïwanais situé dans le district de Annan de Tainan retraçant l'histoire de l'île de Taïwan et de ses îlots satellites. Le musée contient 60 000 objets témoignant des influences aborigène, néerlandaise, espagnole, chinoise, britannique et japonaise sur Taïwan. Il a ouvert en 2011 après douze ans de préparation.